# Nach Klara
Nach Klara ist ein deutscher Kurzfilm von Stefan Butzmühlen aus dem Jahr 2010. In Deutschland feierte der Film am 21. Januar 2010 beim Max Ophüls Festival Weltpremiere.

## Handlung
Der 20-Jährige Robert ist ein bisschen orientierungslos. Eines Tages lernt er den hübschen Griechen Nikos aus New York kennen, der ihm Halt in einer schwierigen Phase gibt. Obwohl Robert sich von ihm angezogen fühlt und sein Interesse genießt, wird er dadurch weiter verunsichert. Als Nikos’ Avancen immer offensichtlicher werden, ist er verwirrt.

## Kritiken
„Ein junger Mann erlebt das Gefühl des Begehrtwerdens. Mit formaler Leichtigkeit inszenierte Momentaufnahmen aus dem Leben eines jungen Mannes, der nach sexueller Orientierung sucht und sich doch nur dem flüchtigen Augenblick hingeben kann.“

## Auszeichnungen
Internationale Kurzfilmtage Oberhausen 2010
- 3sat-Förderpreis